# Bellonne
Bellonne település Franciaországban, Pas-de-Calais megyében. Lakosainak száma 213 fő (2022. január 1.). Bellonne Gouy-sous-Bellonne, Noyelles-sous-Bellonne, Tortequesne és Estrées községekkel határos.

## Népesség
A település népességének változása:
| Lakosok száma | 110  | 209  | 215  | 174  | 114  | 115  | 260  | 232  | 211  | 213  |
|               | 1793 | 1836 | 1866 | 1891 | 1926 | 1962 | 2006 | 2011 | 2017 | 2022 |